# Úrsula Martín-Oñate
Úrsula Martín-Oñate, (* 1. června 1976 Madrid, Španělsko) je bývalá reprezentantka Španělska v judu.

## Sportovní kariéra
Judu se věnovala po vzoru své starší sestry Beatriz. Po olympijských hrách v Atlantě v roce 1996 nahradila v reprezentaci nevýraznou Marimar Alcíbarovou a hned při prvním startu na velkém turnaji se dostala do finále.
V roce 2000 odjížděla jako jedna z favoritek na olympijské hry v Sydney. V semifinále se však nechala upáčit Britkou Howeyovou a následný souboj o bronz rovněž nezvládla. Obsadila 5. místo. Po olympijských hrách v Sydney přepustila místo ve střední váze Cecelii Blancové. Aktivně objížděla světový pohár až do olympijského roku 2004, ale na velkém turnaji se již neobjevila. Sport střídala s prací veterinářky. Její vášní jsou psi.

## Výsledky
| Turnaj             | 1993         | 1994         | 1995         | 1996         | 1997         | 1998         | 1999         | 2000         |
| Turnaj             | 17           | 18           | 19           | 20           | 21           | 22           | 23           | 24           |
| Turnaj             | střední váha | střední váha | střední váha | střední váha | střední váha | střední váha | střední váha | střední váha |
| ------------------ | ------------ | ------------ | ------------ | ------------ | ------------ | ------------ | ------------ | ------------ |
| Olympijské hry     |              |              |              | —            |              |              |              | 5.           |
| Mistrovství světa  | —            |              | —            |              | 5.           |              | 7.           |              |
| Mistrovství Evropy | —            | —            | —            | —            | 2.           | 7.           | 3.           | 1.           |
| MS juniorů         |              | 1.           |              |              |              |              |              |              |
| ME juniorů         | 3.           | 7.           |              |              |              |              |              |              |